# 타밀계 미국인
타밀계 미국인(타밀어: தமிழ் அமெரிக்கர்கள் tamiḻ amerikkarkaḷ)은 타밀족 혈통의 미국인을 말한다. 대다수의 타밀계 미국인은 인도의 타밀나두주 출신이다. 상당수의 소수민족은 카르나타카주, 케랄라주, 안드라프라데시주 등 다른 인도 주뿐만 아니라 스리랑카, 말레이시아, 싱가포르와 같은 다른 나라 출신이다.
2000년에 미국 내 타밀어 화자 수는 약 5만 명이었다. 2010년에는 127,892명으로 급증했으며 2022년에는 293,907명으로 늘었다. 미국의 타밀족 인구 증가는 H-1B 비자 프로그램과 미국 대학에서 공부하는 많은 타밀인 학생들의 존재에 기인한다.

## 인구 통계
20세기 후반, 인도 출신의 타밀인들은 숙련된 프로페셔널로 미국, 캐나다, 유럽 및 동남아시아로 이주했다. 타밀계 미국인 인구는 356,924명을 초과한다. Federation of Tamil Sangams of North America는 성장하는 커뮤니티의 상위 조직으로 기능한다.
뉴저지 중부는 타밀계 미국인 인구가 가장 많이 밀집된 곳이다. 상당수의 인도계 미국인 타밀인들은 또한 뉴욕과 뉴저지주에 정착했으며, 뉴욕주에는 별도의 타밀 상암이 있다. 동부 해안의 워싱턴 D.C. 대도시권과 서부 해안의 실리콘 밸리를 포함한 여러 대도시권에도 타밀 협회가 있다.
뉴욕과 로스앤젤레스 대도시권은 타밀어를 사용하는 스리랑카계 미국인 인구가 가장 많이 밀집된 곳이다. 뉴욕의 스태튼아일랜드만 해도 5,000명 이상의 스리랑카계 미국인이 거주하는 것으로 추정되며, 이는 스리랑카 자체를 제외하고 가장 큰 스리랑카 인구 중 하나이며, 스리랑카계 미국인의 약 40%가 스리랑카 타밀족인 것으로 추정된다.

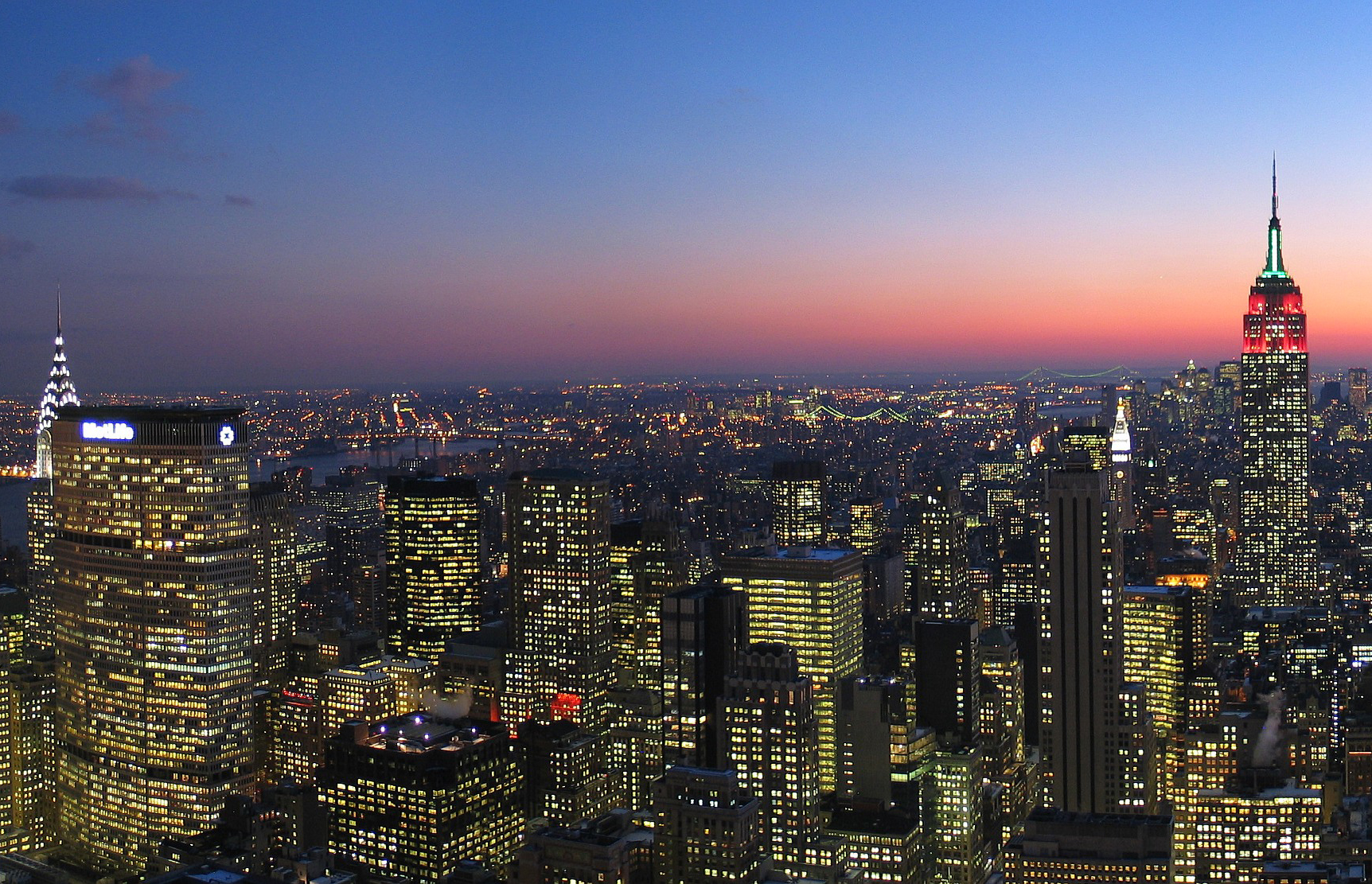
뉴욕 대도시권은 뉴저지 중부, 롱아일랜드, 스태튼아일랜드를 포함하여 가장 큰 타밀계 미국인(தமிழ் அமெரிக்கர்கள்) 인구 밀집 지역이다.

## 언어
미국의 인도 타밀 공동체는 대체로 이중 언어 사용자이다. 타밀어는 많은 힌두 사원에서 주간 수업으로 가르쳐지며, American Tamil Academy와 같은 전국적인 단체에서도 가르친다.
타밀어의 문어체는 매우 격식적이며 구어체와는 상당히 다르다. 시카고 대학교와 캘리포니아 대학교 버클리와 같은 일부 대학에는 타밀어 대학원 과정이 있다.

## 종교
인도 타밀 공동체는 대다수가 힌두 공동체와 연결되어 있다. 미국의 대부분의 힌두 사원에서 기도는 산스크리트어로 행해진다. 그러나 뉴저지 주 노스 브런즈윅에 있는 "타밀 사원"("Tamil Annai Thirukkoyil")에서는 모든 기도를 타밀어로 진행한다. 휴스턴, 텍사스에 있는 힌두 사원은 여신 파르바티의 현현인 미낙시에게 헌정되어 있다. 또한 활동적인 타밀 기독교인과 이슬람 소수민족, 자이나교도와 불교도도 있다. 타밀 무슬림은 또한 타밀 무슬림 공동체 상암-이만 아메리카/QMFUSA를 운영하고 있다.

## 저명한 인물
틀:미국인

### 학계
- 수브라마니안 찬드라세카르 – 천체물리학자이자 노벨상 수상자
- Raj Chetty – 경제학자, 하버드 대학교 경제학 교수, 미국에서의 기회 균등 연구로 유명
- G. V. Loganathan – 교수이자 버지니아 공대 총기 난사 사건의 희생자
- C. Mohan – 컴퓨터 과학자
- Sendhil Mullainathan – 경제학자, 하버드 교수
- Sethuraman Panchanathan – 애리조나 주립대학교 지식 기업 개발 담당 부총장 겸 최고 연구 혁신 책임자
- Arogyaswami Paulraj – 무선 연구자, 마르코니 상 수상자
- V. S. 라마찬드란 – 의사, 신경과학자, 캘리포니아 대학교 샌디에고 뇌인지 센터 소장
- Venkatraman Ramakrishnan – 구조 생물학자이자 노벨상 수상자
- Maya Shankar – 과학자
- Siva Sivananthan – 학자, 과학자, 기업인, 일리노이 대학교 시카고 미세물리학 연구소 소장
- Subra Suresh - 카네기 멜런 대학교 전 총장
- Stanley Jeyaraja Tambiah – 사회 인류학자
- 스리니바사 바라단 – 수학자
- Sudhir Venkatesh – 사회학자이자 도시 민족지학자

### 예술 및 엔터테인먼트
- Ashok Amritraj – 인도계 미국인 영화 제작자
- 아지즈 안사리 – 배우이자 스탠드업 코미디언
- Sunkrish Bala – 배우
- 제이 챈드라세카 – 배우이자 감독
- Vijay Iyer – 피아니스트
- 푸르나 자가나탄 – 배우이자 프로듀서
- Clarence Jey – 음반 프로듀서이자 작곡가
- 민디 케일링 – 배우
- 파드마 락슈미 - 작가, 배우, 모델, 텔레비전 진행자
- Mary Anne Mohanraj – 작가
- 센딜 라마머시 - 영화 및 텔레비전 배우
- M. 나이트 샤말란 – 영화 감독
- S. J. Sindu – 작가
- Rajan Somasundaram – 음악 작곡가, 작사가 및 멀티 악기 연주자
- Prashanth Venkataramanujam – 배우, 텔레비전 작가, 프로듀서; 패트리엇 액트의 수석 작가 및 프로듀서
- Divya Victor – 시인

### 사업
- 크리시나 바랏 – 컴퓨터 과학자; 구글 뉴스 설립자
- Vasant Narasimhan - 노바티스의 최고 경영자(CEO)
- 인드라 누이 – 펩시코 전 회장 겸 CEO
- 선다 피차이 - 구글의 최고 경영자(CEO)
- C. K. 프라할라드 – 고(故) 세계적인 경영 구루
- 라구람 라잔 – 경제학자, 피셔 블랙 상 수상자
- 램 슈리램 – 억만장자 벤처 자본가
- Raj Rajaratnam – 갈레온 그룹 설립자
- Chandrika Tandon – 사업가이자 예술가

### 뉴스 및 저널리즘
- Sukanya Krishnan – 뉴스 앵커
- Hari Sreenivasan – 방송 기자

### 정치 및 법률
- 카멀라 해리스 – 제49대 미국 부통령
- 마야 해리스 – 변호사, 공공 정책 옹호자, 텔레비전 평론가
- Raja Krishnamoorthi – 일리노이주 출신 미국 하원의원
- Nimi McConigley – 와이오밍주 출신 전 미국 하원의원
- Visvanathan Rudrakumaran - 타밀 일람 초국가정부 총리, 타밀 타이거스 전 법률 고문
- Sri Srinivasan – 미국 순회 판사
- Savita Vaidhyanathan – 정치인, 쿠퍼티노 전 시장
- Arvind Venkat – 펜실베이니아주 출신 미국 하원의원
- 비벡 라마스와미 – 기업가, 작가, 2024년 미국 대통령 선거 공화당 후보 경선의 오하이오주 후보

### 종교
- 아난다 쿠마라스와미 – 철학자 & 역사가

### 스포츠
- Vijay Amritraj – 인도계 미국인 테니스 선수이자 해설가

## 더 읽어보기
- Fuller, C. J.; Haripriya Narasimhan (2014). 《Tamil Brahmans: The Making of a Middle-Class Caste》. University of Chicago Press. ISBN 9780226152882.
- Narayanan, Vasudha, "Tamils" in David Levinson and Melvin Ember, 편집. (1997). 《American immigrant cultures: builders of a nation》. Simon & Schuster Macmillan. 874–79쪽.
- Underwood, Kelsey Clark (1986). 《Negotiating Tamil Identity in India and the United States》. PhD thesis, University of California, Berkeley.
- Underwood, Kelsey Clark. "Image and Identity: Tamils' Migration to the United States." Papers Kroeber Anthropological Society (1986): 65+